# Lanuvia costalis
Lanuvia costalis är en insektsart som beskrevs av Gustaf Emanuel Haglund 1899. Lanuvia costalis ingår i släktet Lanuvia och familjen vedstritar.
Artens utbredningsområde är Kamerun. Inga underarter finns listade i Catalogue of Life.